# 巴爾利內克

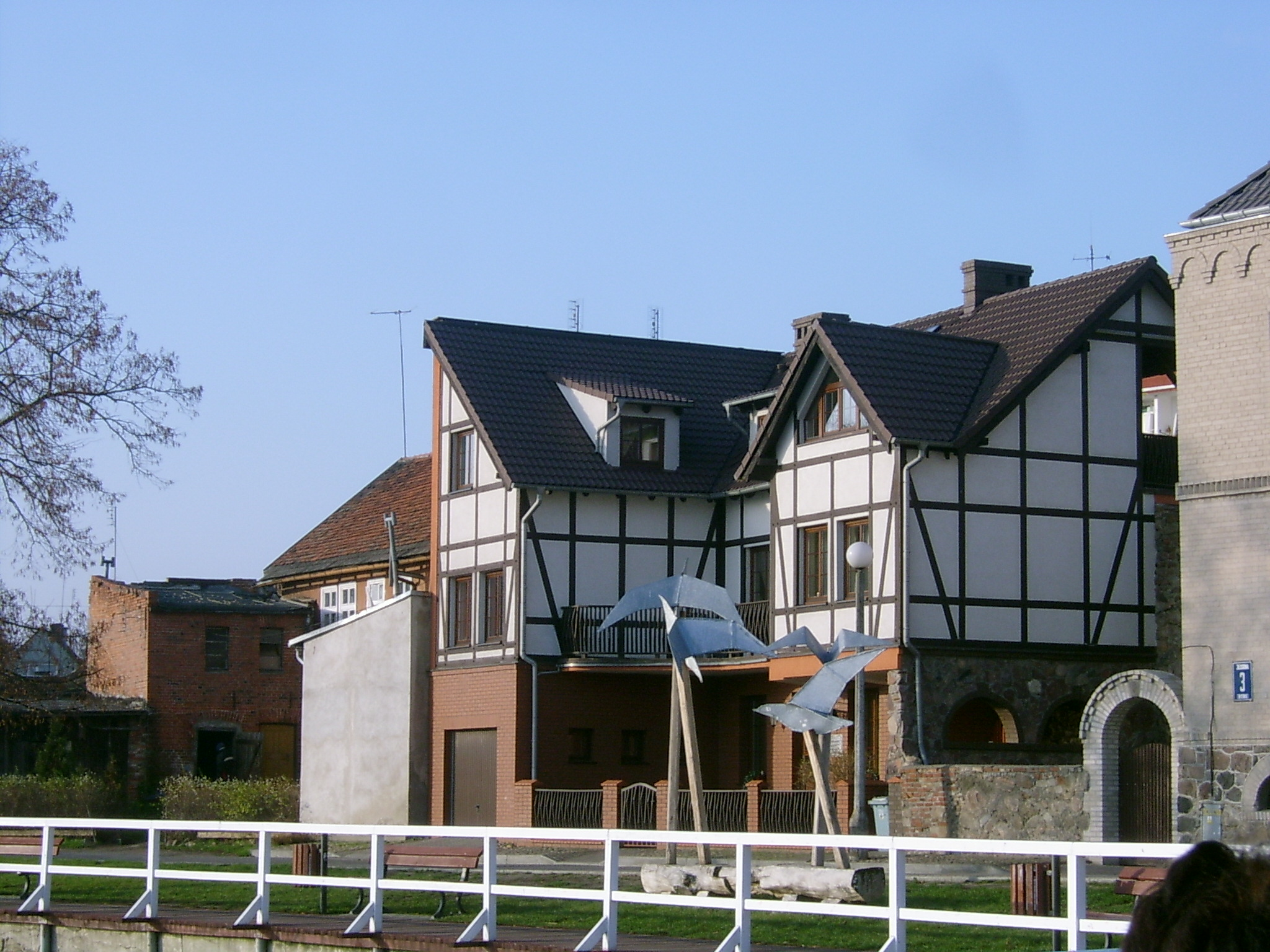

巴爾利內克（波蘭語：Barlinek）是波蘭的城鎮，位於該國西部，距離大波蘭地區戈茹夫30公里，由西波美拉尼亞省負責管轄，始建於1278年，面積17.5平方公里，海拔高度19至82米，2010年人口14,085。

## 外部連結
- Official town webpage （页面存档备份，存于）
- Official Barlinek Sailing Club webpage （页面存档备份，存于）
- Jewish Community in Barlinek （页面存档备份，存于） on Virtual Shtetl

52°59′N 15°12′E / 52.983°N 15.200°E